# Équipe d'Allemagne de football au Championnat d'Europe 2016
Cet article relate le parcours de l'équipe d'Allemagne de football lors du Championnat d'Europe 2016 organisé en France du 10 juin au 10 juillet 2016. La Nationalmannschaft aborde la compétition en tant que championne du Monde en titre, comme lors de l'Euro 1976 et l'Euro 1992. Elle termine demi finaliste de la compétition, battue 2-0 par
le pays hôte, la France.
Jérôme Boateng, Joshua Kimmich et Toni Kroos seront désignés dans le onze type du tournoi par l'UEFA.

## Phase qualificative
Groupe D - Classement final
| Rang | Équipe               | Pts | J  | G | N | P  | Bp | Bc | Diff |  | Résultats (▼ dom., ► ext.) |     |     |     |     |     |     |
| ---- | -------------------- | --- | -- | - | - | -- | -- | -- | ---- |  | -------------------------- | --- | --- | --- | --- | --- | --- |
| 1    | Allemagne            | 22  | 10 | 7 | 1 | 2  | 24 | 9  | +15  |  | Allemagne                  |     | 3-1 | 1-1 | 2-1 | 2-1 | 4-0 |
| 2    | Pologne              | 21  | 10 | 6 | 3 | 1  | 33 | 10 | +23  |  | Pologne                    | 2-0 |     | 2-1 | 2-2 | 4-0 | 8-1 |
| 3    | République d'Irlande | 18  | 10 | 5 | 3 | 2  | 19 | 7  | +12  |  | République d'Irlande       | 1-0 | 1-1 |     | 1-1 | 1-0 | 7-0 |
| 4    | Écosse               | 15  | 10 | 4 | 3 | 3  | 22 | 12 | +10  |  | Écosse                     | 2-3 | 2-2 | 1-0 |     | 1-0 | 6-1 |
| 5    | Géorgie              | 9   | 10 | 3 | 0 | 7  | 10 | 16 | -6   |  | Géorgie                    | 0-2 | 0-4 | 1-2 | 1-0 |     | 4-0 |
| 6    | Gibraltar            | 0   | 10 | 0 | 0 | 10 | 2  | 56 | -54  |  | Gibraltar                  | 0-7 | 0-7 | 0-4 | 0-6 | 0-3 |     |

La sélection de Joachim Low termine première de son groupe de qualification, elle subit tout de même deux défaites, alors qu'elle était invaincue depuis le 17 octobre 2007 en phase qualificative d'un championnat d'Europe ou d'une coupe du Monde. Le premier revers a eu lieu le 11 octobre 2014 à Varsovie contre la Pologne (formation contre laquelle elle n'avait jamais perdu), et le deuxième le 8 octobre 2015 contre l'Irlande.
Les buteurs allemands lors de la phase qualificative :
| Thomas Müller   | 9 buts |
| Mario Götze     | 3 buts |
| André Schürrle  | 3 buts |
| Max Kruse       | 3 buts |
| İlkay Gündoğan  | 2 buts |
| Karim Bellarabi | 1 but  |
| Toni Kroos      | 1 but  |
| Marco Reus      | 1 but  |

## Les nouveaux joueurs sélectionnés
Cette phase qualificative a permis l'arrivée de nouveaux joueurs dans la sélection. Jonas Hector, Karim Bellarabi , Sebastian Rudy , Antonio Rudiger, Emre Can et Kevin Volland.

## Les préparatifs
L'hôtel l'Ermitage à Evian est choisi comme quartier général de la sélection.
Quelques mois avant la compétition le milieu de terrain Sami Khedira affirme que si la sélection allemande ne propose pas un meilleur niveau de jeu que celui pratiqué pendant la phase qualificative, elle n'a aucune chance de remporter le tournoi.
Le 26 mars à Berlin la Nationalmannschaft effectue un match de préparation contre l'Angleterre, elle s'incline 3 buts à 2. Après avoir été menés 2-0, les Anglais ont renversé la situation en une demi-heure.
Le 29 mars une victoire 4-1 est obtenue contre l'Italie.
Début Mai le milieu de terrain du Borussia Dortmund İlkay Gündoğan se blesse au genou, et est de ce fait absent pour le tournoi.
Une sélection élargie de joueurs est prévue le 17 mai.
Un stage le 23 mai à Ascona est prévu, tout comme deux matchs de préparation contre la Slovaquie le 29 mai, et la Hongrie le 4 juin.
Matchs de préparation
| Date           | Domicile  | Score | Extérieur | Stade                               |
| -------------- | --------- | ----- | --------- | ----------------------------------- |
| 29 - 05 - 2016 | Allemagne | 1 - 3 | Slovaquie | Augsbourg Arena à Augsbourg 17 h 45 |

Ce match contre la Slovaquie a dû être interrompu une demi-heure à la suite d'un violent orage sévissant sur Augsbourg, dominatrice et ouvrant rapidement la marque à la suite d'un pénalty obtenu par Mario Goetze et transformé par Mario Gomez, la Nationalmannschaft allait en fin de première période encaisser deux buts en trois minutes, puis sombrer dans le jeu en deuxième mi-temps et s'incliner finalement 1 - 3. Le sélectionneur germanique satisfait en première mi-temps de la prestation offensive de son équipe, admet également des errances défensive fatale, le mauvais temps et la pelouse trempé ont également rendu les combinaisons et la possession du ballon très difficile et sont par ailleurs des facteurs qui ont pesé, l'Allemagne pratiquant plutôt un jeu au sol et technique.
| Date           | Domicile  | Score | Extérieur | Stade                                  |
| -------------- | --------- | ----- | --------- | -------------------------------------- |
| 04 - 06 - 2016 | Allemagne | 2 - 0 | Hongrie   | Veltins Arena à Gelsenkirschen 18 h 00 |

Ce second match de préparation voit les Allemands sans être extraordinaires obtenir une victoire convaincante. Le défenseur hongrois Lang, mis sous pression par Goetze marquera contre son camp, Mueller à l'heure de jeu doublera la mise. Une composition plus proche d'un onze de titulaire débutant sur la pelouse explique aussi en partie ce meilleur résultat, avant le premier match du championnat d'Europe contre l'Ukraine à Lille.

## L'effectif
Joachim Löw, le sélectionneur allemand établit une pré-sélection de 27 joueurs le 17 mai 2016, puis une sélection définitive de 23 joueurs le 31 mai. Il écarte Marco Reus (blessé aux adducteurs), Julian Brandt, Karim Bellarabi et Sebastian Rudy.
Une fois la liste finale annoncée, le groupe évolue en raison d'une blessure d'un joueur. Antonio Rüdiger, membre initial de la liste des 23 joueurs allemands, est atteint d'une rupture du ligament croisé antérieur droit à quelques jours de la compétition, ce qui l'amène à déclarer forfait. Il est remplacé dans le groupe allemand par Jonathan Tah.
| Numéro / Nom       | Numéro / Nom           | Équipe            | Sél. (but)      | Date de naissance          | J.              |                 |                 |                 |                 |
| Gardiens de but    | Gardiens de but        | Gardiens de but   | Gardiens de but | Gardiens de but            | Gardiens de but | Gardiens de but | Gardiens de but | Gardiens de but | Gardiens de but |
| ------------------ | ---------------------- | ----------------- | --------------- | -------------------------- | --------------- | --------------- | --------------- | --------------- | --------------- |
| 1                  | Manuel Neuer           | Bayern Munich     | 65 (0)          | 27 mars 1986 (30 ans)      | 6               | 0               | 0               | 0               | 0               |
| 12                 | Bernd Leno             | Bayer Leverkusen  | 1 (0)           | 4 mars 1992 (24 ans)       | 0               | 0               | 0               | 0               | 0               |
| 22                 | Marc-André ter Stegen  | FC Barcelone      | 6 (0)           | 30 avril 1992 (24 ans)     | 0               | 0               | 0               | 0               | 0               |
| Défenseurs         |                        |                   |                 |                            |                 |                 |                 |                 |                 |
| 2                  | Shkodran Mustafi       | Valence CF        | 10 (0)          | 17 avril 1992 (24 ans)     | 2               | 1               | 0               | 0               | 0               |
| 3                  | Jonas Hector           | 1. FC Cologne     | 14 (1)          | 27 mai 1990 (26 ans)       | 6               | 0               | 0               | 0               | 0               |
| 4                  | Benedikt Höwedes       | Schalke 04        | 34 (2)          | 29 février 1988 ( 28 ans)  | 6               | 0               | 0               | 0               | 0               |
| 5                  | Mats Hummels           | Borussia Dortmund | 46 (4)          | 16 décembre 1988 (27 ans)  | 4               | 0               | 2               | 0               | 0               |
| 14                 | Emre Can               | Liverpool FC      | 6 (0)           | 12 janvier 1994 (22 ans)   | 1               | 0               | 1               | 0               | 0               |
| 16                 | Jonathan Tah           | Bayer Leverkusen  | 1 (0)           | 11 février 1996 (20 ans)   | 0               | 0               | 0               | 0               | 0               |
| 17                 | Jérôme Boateng         | Bayern Munich     | 59 (0)          | 3 septembre 1988 (27 ans)  | 6               | 1               | 1               | 0               | 0               |
| Milieux de terrain |                        |                   |                 |                            |                 |                 |                 |                 |                 |
| 6                  | Sami Khedira           | Juventus Turin    | 60 (5)          | 4 avril 1987 (29 ans)      | 5               | 0               | 1               | 0               | 0               |
| 7                  | Bastian Schweinsteiger | Manchester United | 115 (23)        | 1er août 1984 (31 ans)     | 5               | 1               | 2               | 0               | 0               |
| 8                  | Mesut Özil             | Arsenal FC        | 73 (19)         | 15 octobre 1988 (27 ans)   | 6               | 1               | 2               | 0               | 0               |
| 9                  | André Schürrle         | VfL Wolfsbourg    | 52 (20)         | 6 novembre 1990 (25 ans)   | 3               | 0               | 0               | 0               | 0               |
| 10                 | Lukas Podolski         | Galatasaray       | 128 (48)        | 4 juin 1985 (31 ans)       | 1               | 0               | 0               | 0               | 0               |
| 11                 | Julian Draxler         | VfL Wolfsbourg    | 19 (1)          | 20 septembre 1993 (22 ans) | 5               | 1               | 1               | 0               | 0               |
| 13                 | Thomas Müller          | Bayern Munich     | 71 (32)         | 13 septembre 1989 (26 ans) | 6               | 0               | 0               | 0               | 0               |
| 15                 | Julian Weigl           | Borussia Dortmund | 1 (0)           | 8 septembre 1995 (20 ans)  | 0               | 0               | 0               | 0               | 0               |
| 18                 | Toni Kroos             | Real Madrid       | 65 (11)         | 4 janvier 1990 (26 ans)    | 6               | 0               | 0               | 0               | 0               |
| 21                 | Joshua Kimmich         | Bayern Munich     | 1 (0)           | 8 février 1995 (21 ans)    | 4               | 0               | 1               | 0               | 0               |
| Attaquants         |                        |                   |                 |                            |                 |                 |                 |                 |                 |
| 19                 | Mario Götze            | Bayern Munich     | 52 (17)         | 3 juin 1992 (24 ans)       | 4               | 0               | 0               | 0               | 0               |
| 20                 | Leroy Sané             | Schalke 04        | 3 (0)           | 11 janvier 1996 (20 ans)   | 1               | 0               | 0               | 0               | 0               |
| 23                 | Mario Gómez            | Besiktas          | 64 (27)         | 10 juillet 1985 (31 ans)   | 4               | 2               | 0               | 0               | 0               |
| Sélectionneur      |                        |                   |                 |                            |                 |                 |                 |                 |                 |
|                    | Joachim Löw            |                   |                 | 3 février 1960             |                 |                 |                 |                 |                 |

 = capitaine --  Gardien de butDéfenseurMilieu de terrainAttaquantSélectionneur

## Phase finale
Tête de série avant le tirage, l'Allemagne se retrouve dans le groupe C avec l'Ukraine, la Pologne qu'elle a déjà affrontée en phase éliminatoire, et l'Irlande du Nord.
Le défenseur central Mats Hummels victime d'une blessure musculaire au mollet ne peut disputer le premier match contre l'Ukraine.

### Premier tour

#### Allemagne - Ukraine
Toni Kroos a réussi 93 % de ses passes. C'est lui, sur coup franc, qui offre une ouverture décisive à Shkodran Mustafi qui inscrit le premier but allemand de la tête. Toni Kroos trouve également la barre transversale à la 52e.
Si la seconde période fut clairement à l'avantage des Allemands (paradoxalement c'est en fin de rencontre qu'un pénalty aurait pu être sifflé en faveur des Ukrainiens en fin de match 88e alors que le score était toujours de 1 - 0) en revanche, en première période la Nationalmannschaft est bousculée par la formation Ukrainienne.
Le gardien du Bayern Munich Manuel Neuer fait notamment deux interventions décisives. Le défenseur central Jérome Boateng sauve le ballon sur la ligne de but 37e. Habituel capitaine de l'équipe mais ménagé pour méforme, Bastian schweinsteiger, entré en cours de jeu, inscrit le second but des soe,s. Mesut Ozil 81e et Sami Khedira par deux fois 29e et 71e, ont eux deux opportunités de doubler la mise.
| Match 7                                              | Allemagne                                           | 2 - 0   | Ukraine | Stade Pierre-Mauroy, Villeneuve-d'Ascq           |                                                  |
| 12 juin 2016 · 21 h CEST · Historique des rencontres | ( Kroos) Mustafi 19e · ( Özil) Schweinsteiger 90+2e | (1 - 0) |         | Spectateurs : 43 035 Arbitrage : Martin Atkinson | Spectateurs : 43 035 Arbitrage : Martin Atkinson |
| 12 juin 2016 · 21 h CEST · Historique des rencontres | Rapport                                             |         |         | Spectateurs : 43 035 Arbitrage : Martin Atkinson | Spectateurs : 43 035 Arbitrage : Martin Atkinson |

| Allemagne | Ukraine |

| Allemagne :     |    |                         |  |     |
|                 |    |                         |  |     |
| Gardien de but  | 1  | Manuel Neuer            |  |     |
|                 | 2  | Shkodran Mustafi        |  |     |
|                 | 3  | Jonas Hector            |  |     |
|                 | 4  | Benedikt Höwedes        |  |     |
|                 | 6  | Sami Khedira            |  |     |
|                 | 8  | Mesut Özil              |  |     |
|                 | 11 | Julian Draxler          |  | 78e |
|                 | 13 | Thomas Müller           |  |     |
|                 | 17 | Jérôme Boateng          |  |     |
|                 | 18 | Toni Kroos              |  |     |
|                 | 19 | Mario Götze             |  | 90e |
| Remplaçants :   |    |                         |  |     |
|                 | 9  | André Schürrle          |  | 78e |
|                 | 7  | Bastian Schweinsteiger0 |  | 90e |
| Sélectionneur : |    |                         |  |     |
| Joachim Löw     |    |                         |  |     |

| Ukraine :        |    |                       |  |     |     |
|                  |    |                       |  |     |     |
| Gardien de but   | 12 | Andrei Pyatov         |  |     |     |
|                  | 3  | Yevhen Khacheridi     |  |     |     |
|                  | 6  | Taras Stepanenko      |  |     |     |
|                  | 7  | Andriy Yarmolenko     |  |     |     |
|                  | 8  | Roman Zozulya         |  |     | 66e |
|                  | 9  | Viktor Kovalenko      |  |     | 73e |
|                  | 10 | Yevhen Konoplyanka    |  | 68e |     |
|                  | 13 | Viatcheslav Chevtchuk |  |     |     |
|                  | 16 | Serhiy Sydorchuk      |  |     |     |
|                  | 17 | Artem Fedetskyi       |  |     |     |
|                  | 20 | Yaroslav Rakitskiy    |  |     |     |
| Remplaçants :    |    |                       |  |     |     |
|                  | 11 | Yevhen Seleznyov      |  |     | 66e |
|                  | 21 | Oleksandr Zinchenko   |  |     | 73e |
| Sélectionneur :  |    |                       |  |     |     |
| Mykhailo Fomenko |    |                       |  |     |     |

| Assistants : Michael Mullarkey Stephen Child Quatrième arbitre : Bobby Madden Arbitres assistants additionnels : Michael Oliver Craig Pawson Homme du match : Toni Kroos |

#### Allemagne - Pologne
| Match 18                                             | Allemagne | 0 - 0   | Pologne | Stade de France, Saint-Denis                   |                                                |
| 16 juin 2016 · 21 h CEST · Historique des rencontres |           | (0 - 0) |         | Spectateurs : 73 648 Arbitrage : Björn Kuipers | Spectateurs : 73 648 Arbitrage : Björn Kuipers |
| 16 juin 2016 · 21 h CEST · Historique des rencontres | Rapport   |         |         | Spectateurs : 73 648 Arbitrage : Björn Kuipers | Spectateurs : 73 648 Arbitrage : Björn Kuipers |

| Allemagne | Pologne |

| Allemagne :     |    |                  |     |     |
|                 |    |                  |     |     |
| Gardien de but  | 1  | Manuel Neuer     |     |     |
|                 | 3  | Jonas Hector     |     |     |
|                 | 4  | Benedikt Höwedes |     |     |
|                 | 5  | Mats Hummels     |     |     |
|                 | 6  | Sami Khedira     | 3e  |     |
|                 | 8  | Mesut Özil       | 34e |     |
|                 | 11 | Julian Draxler   |     | 71e |
|                 | 13 | Thomas Müller    |     |     |
|                 | 17 | Jérôme Boateng   | 67e |     |
|                 | 18 | Toni Kroos       |     |     |
|                 | 19 | Mario Götze      |     | 66e |
| Remplaçants :   |    |                  |     |     |
|                 | 9  | André Schürrle   |     | 66e |
|                 | 23 | Mario Gómez      |     | 71e |
| Sélectionneur : |    |                  |     |     |
| Joachim Löw     |    |                  |     |     |

| Pologne :       |    |                      |       |     |
|                 |    |                      |       |     |
| Gardien de but  | 22 | Łukasz Fabiański     |       |     |
|                 | 2  | Michał Pazdan        |       |     |
|                 | 3  | Artur Jędrzejczyk    |       |     |
|                 | 5  | Krzysztof Mączyński  | 45e   | 76e |
|                 | 7  | Arkadiusz Milik      |       |     |
|                 | 9  | Robert Lewandowski   |       |     |
|                 | 10 | Grzegorz Krychowiak  |       |     |
|                 | 11 | Kamil Grosicki       | 55e   | 87e |
|                 | 15 | Kamil Glik           |       |     |
|                 | 16 | Jakub Błaszczykowski |       | 80e |
|                 | 20 | Łukasz Piszczek      |       |     |
| Remplaçants :   |    |                      |       |     |
|                 | 6  | Tomasz Jodłowiec     |       | 76e |
|                 | 21 | Bartosz Kapustka     |       | 80e |
|                 | 17 | Sławomir Peszko      | 90+3e | 87e |
| Sélectionneur : |    |                      |       |     |
| Adam Nawałka    |    |                      |       |     |

| Assistants : Sander van Roekel Erwin Zeinstra Quatrième arbitre : Daniele Orsato Arbitres assistants additionnels : Pol van Boekel Richard Liesveld Homme du match : Jérôme Boateng |

#### Irlande du Nord - Allemagne
| Match 30                                             | Irlande du Nord | 0 - 1   | Allemagne           | Parc des Princes, Paris                         |                                                 |
| 21 juin 2016 · 18 h CEST · Historique des rencontres |                 | (0 - 1) | 30e Gómez (Müller ) | Spectateurs : 44 125 Arbitrage : Clément Turpin | Spectateurs : 44 125 Arbitrage : Clément Turpin |
| 21 juin 2016 · 18 h CEST · Historique des rencontres | Rapport         |         |                     | Spectateurs : 44 125 Arbitrage : Clément Turpin | Spectateurs : 44 125 Arbitrage : Clément Turpin |

| Irlande du Nord | Allemagne |

| Irlande du Nord : |    |                  |     |
|                   |    |                  |     |
| Gardien de but    | 1  | Michael McGovern |     |
|                   | 4  | Gareth McAuley   |     |
|                   | 5  | Jonny Evans      |     |
|                   | 8  | Steven Davis     |     |
|                   | 11 | Conor Washington | 59e |
|                   | 13 | Corry Evans      | 84e |
|                   | 14 | Stuart Dallas    |     |
|                   | 16 | Oliver Norwood   |     |
|                   | 18 | Aaron Hughes     |     |
|                   | 19 | Jamie Ward       | 70e |
|                   | 20 | Craig Cathcart   |     |
| Remplaçants :     |    |                  |     |
|                   | 10 | Kyle Lafferty    | 59e |
|                   | 21 | Josh Magennis    | 70e |
|                   | 7  | Niall McGinn     | 84e |
| Sélectionneur :   |    |                  |     |
| Michael O'Neill   |    |                  |     |

| Allemagne :     |    |                         |     |
|                 |    |                         |     |
| Gardien de but  | 1  | Manuel Neuer            |     |
|                 | 3  | Jonas Hector            |     |
|                 | 5  | Mats Hummels            |     |
|                 | 6  | Sami Khedira            | 69e |
|                 | 8  | Mesut Özil              |     |
|                 | 13 | Thomas Müller           |     |
|                 | 17 | Jérôme Boateng          | 76e |
|                 | 18 | Toni Kroos              |     |
|                 | 19 | Mario Götze             | 55e |
|                 | 21 | Joshua Kimmich          |     |
|                 | 23 | Mario Gómez             |     |
| Remplaçants :   |    |                         |     |
|                 | 9  | André Schürrle          | 55e |
|                 | 7  | Bastian Schweinsteiger0 | 69e |
|                 | 4  | Benedikt Höwedes        | 76e |
| Sélectionneur : |    |                         |     |
| Joachim Löw     |    |                         |     |

| Assistants : Frédéric Cano Nicolas Danos Quatrième arbitre : Slavko Vinčić Arbitres assistants additionnels : Benoît Bastien Fredy Fautrel Homme du match : Mesut Özil |

#### Classement final groupe C
| Rang | Équipe          | Pts | J | G | N | P | Bp | Bc | Diff |
| ---- | --------------- | --- | - | - | - | - | -- | -- | ---- |
| 1    | Allemagne       | 7   | 3 | 2 | 1 | 0 | 3  | 0  | +3   |
| 2    | Pologne         | 7   | 3 | 2 | 1 | 0 | 2  | 0  | +2   |
| 3    | Irlande du Nord | 3   | 3 | 1 | 0 | 2 | 2  | 2  | 0    |
| 4    | Ukraine         | 0   | 3 | 0 | 0 | 3 | 0  | 5  | -5   |

     Équipes directement qualifiées ;      Équipe qualifiée en tant que meilleure 3e ; Pts : points ; J : matchs joués ; G : matchs gagnés ; N : matchs nuls ; P : matchs perdus ;

Bp : buts pour ; Bc : buts contre ; Diff : différence de buts.

### Huitième de finale

#### Allemagne - Slovaquie
| Match 41                                             | Allemagne                                                  | 3 - 0   | Slovaquie | Stade Pierre-Mauroy, Villeneuve-d'Ascq            |                                                   |
| 26 juin 2016 · 18 h CEST · Historique des rencontres | Boateng 8e · ( Draxler) Gómez 43e · ( Hummels) Draxler 63e | (2 - 0) |           | Spectateurs : 44 312 Arbitrage : Szymon Marciniak | Spectateurs : 44 312 Arbitrage : Szymon Marciniak |
| 26 juin 2016 · 18 h CEST · Historique des rencontres | Rapport                                                    |         |           | Spectateurs : 44 312 Arbitrage : Szymon Marciniak | Spectateurs : 44 312 Arbitrage : Szymon Marciniak |

| Allemagne | Slovaquie |

| Allemagne :     |    |                        |  |     |     |
|                 |    |                        |  |     |     |
| Gardien de but  | 1  | Manuel Neuer           |  |     |     |
|                 | 21 | Joshua Kimmich         |  | 46e |     |
|                 | 17 | Jérôme Boateng         |  |     | 72e |
|                 | 5  | Mats Hummels           |  | 67e |     |
|                 | 3  | Jonas Hector           |  |     |     |
|                 | 18 | Toni Kroos             |  |     |     |
|                 | 6  | Sami Khedira           |  |     | 76e |
|                 | 13 | Thomas Müller          |  |     |     |
|                 | 8  | Mesut Özil             |  |     |     |
|                 | 11 | Julian Draxler         |  |     | 72e |
|                 | 23 | Mario Gómez            |  |     |     |
| Remplaçants :   |    |                        |  |     |     |
|                 | 4  | Benedikt Höwedes       |  |     | 72e |
|                 | 10 | Lukas Podolski         |  |     | 72e |
|                 | 7  | Bastian Schweinsteiger |  |     | 76e |
| Sélectionneur : |    |                        |  |     |     |
| Joachim Löw     |    |                        |  |     |     |

| Slovaquie :     |    |                  |       |     |
|                 |    |                  |       |     |
| Gardien de but  | 23 | Matus Kozačik    |       |     |
|                 | 2  | Peter Pekarík    |       |     |
|                 | 3  | Martin Škrtel    | 13e   |     |
|                 | 4  | Ján Ďurica       |       |     |
|                 | 5  | Norbert Gyömbér  |       | 84e |
|                 | 13 | Patrik Hrošovský |       |     |
|                 | 14 | Milan Škriniar   |       |     |
|                 | 27 | Marek Hamšík     |       |     |
|                 | 19 | Juraj Kucka      | 90+1e |     |
|                 | 7  | Vladimír Weiss   |       | 46e |
|                 | 21 | Michal Ďuriš     |       | 64e |
| Remplaçants :   |    |                  |       |     |
|                 | 6  | Ján Greguš       |       | 46e |
|                 | 9  | Stanislav Šesták |       | 64e |
|                 | 16 | Kornel Saláta    |       | 84e |
| Sélectionneur : |    |                  |       |     |
| Ján Kozák       |    |                  |       |     |

| Assistants : Paveł Sokolnicki et Tomasz Listkiewicz Quatrième arbitre : Bjorn Kuipers Arbitres assistants additionnels : Paweł Raczkowski et Tomasz Musiał Homme du match : Julian Draxler |

### Quart de finale

#### Allemagne - Italie
| Match 47                                               | Allemagne                                                                               | 1 - 1 (ap)            | Italie                                                                                    | Matmut Atlantique, Bordeaux                    |                                                |
| 2 juillet 2016 · 21 h CEST · Historique des rencontres | Özil 65e                                                                                | (0 - 0, 1 - 1, 1 - 1) | 78e (pen.) Bonucci                                                                        | Spectateurs : 38 764 Arbitrage : Viktor Kassai | Spectateurs : 38 764 Arbitrage : Viktor Kassai |
| 2 juillet 2016 · 21 h CEST · Historique des rencontres | Rapport                                                                                 |                       |                                                                                           | Spectateurs : 38 764 Arbitrage : Viktor Kassai | Spectateurs : 38 764 Arbitrage : Viktor Kassai |
| 2 juillet 2016 · 21 h CEST · Historique des rencontres | Kroos · Müller · Özil · Draxler · Schweinsteiger · Hummels · Kimmich · Boateng · Hector | Tirs au but 6 - 5     | Insigne · Zaza · Barzagli · Pellè · Bonucci · Giaccherini · Parolo · De Sciglio · Darmian | Spectateurs : 38 764 Arbitrage : Viktor Kassai | Spectateurs : 38 764 Arbitrage : Viktor Kassai |

| Allemagne | Italie |

| Allemagne :     |    |                        |      |     |
|                 |    |                        |      |     |
| Gardien de but  | 1  | Manuel Neuer           |      |     |
|                 | 3  | Jonas Hector           |      |     |
|                 | 4  | Benedikt Höwedes       |      |     |
|                 | 5  | Mats Hummels           | 90e  |     |
|                 | 6  | Sami Khedira           |      | 16e |
|                 | 8  | Mesut Özil             |      |     |
|                 | 13 | Thomas Müller          |      |     |
|                 | 17 | Jérôme Boateng         |      |     |
|                 | 18 | Toni Kroos             |      |     |
|                 | 21 | Joshua Kimmich         |      |     |
|                 | 23 | Mario Gómez            |      | 72e |
| Remplaçants :   |    |                        |      |     |
|                 | 7  | Bastian Schweinsteiger | 112e | 16e |
|                 | 11 | Julian Draxler         |      | 72e |
| Sélectionneur : |    |                        |      |     |
| Joachim Löw     |    |                        |      |     |

| Italie:         |    |                      |      |        |
|                 |    |                      |      |        |
| Gardien de but  | 1  | Gianluigi Buffon     |      |        |
|                 | 2  | Mattia De Sciglio    | 57e  |        |
|                 | 3  | Giorgio Chiellini    |      | 120+1e |
|                 | 8  | Alessandro Florenzi  |      | 86e    |
|                 | 9  | Graziano Pellè       | 91e  |        |
|                 | 14 | Stefano Sturaro      | 56e  |        |
|                 | 15 | Andrea Barzagli      |      |        |
|                 | 17 | Éder                 |      | 108e   |
|                 | 18 | Marco Parolo         | 59e  |        |
|                 | 19 | Leonardo Bonucci     |      |        |
|                 | 23 | Emanuele Giaccherini | 103e |        |
| Remplaçants :   |    |                      |      |        |
|                 | 4  | Matteo Darmian       |      | Entré  |
|                 | 7  | Simone Zaza          |      | 102+1e |
|                 | 20 | Lorenzo Insigne      |      | 108e   |
| Sélectionneur : |    |                      |      |        |
| Antonio Conte   |    |                      |      |        |

| Assistants : György Ring (hu) Tóth Vencel (hu) Quatrième arbitre : Szymon Marciniak Arbitres assistants additionnels : Tamás Bognár Ádám Farkas (hu) Homme du match : Manuel Neuer |

### Demi-finale

#### Allemagne - France
| Match 50                                               | Allemagne | 0 - 2   | France                     | Stade Vélodrome, Marseille                      |                                                 |
| 7 juillet 2016 · 21 h CEST · Historique des rencontres |           | (0 - 1) | 45+2e (pen.) 72e Griezmann | Spectateurs : 64 078 Arbitrage : Nicola Rizzoli | Spectateurs : 64 078 Arbitrage : Nicola Rizzoli |
| 7 juillet 2016 · 21 h CEST · Historique des rencontres | Rapport   |         |                            | Spectateurs : 64 078 Arbitrage : Nicola Rizzoli | Spectateurs : 64 078 Arbitrage : Nicola Rizzoli |

| Allemagne | France |

| Allemagne :     |    |                        |       |     |
|                 |    |                        |       |     |
| Gardien de but  | 1  | Manuel Neuer           |       |     |
|                 | 3  | Jonas Hector           |       |     |
|                 | 4  | Benedikt Höwedes       |       |     |
|                 | 7  | Bastian Schweinsteiger | 45+1e | 79e |
|                 | 8  | Mesut Özil             | 45+1e |     |
|                 | 11 | Julian Draxler         | 50e   |     |
|                 | 13 | Thomas Müller          |       |     |
|                 | 14 | Emre Can               | 36e   | 67e |
|                 | 17 | Jérôme Boateng         |       | 61e |
|                 | 18 | Toni Kroos             |       |     |
|                 | 21 | Joshua Kimmich         |       |     |
| Remplaçants :   |    |                        |       |     |
|                 | 2  | Shkodran Mustafi       |       | 61e |
|                 | 19 | Mario Götze            |       | 67e |
|                 | 20 | Leroy Sané             |       | 79e |
| Sélectionneur : |    |                        |       |     |
| Joachim Löw     |    |                        |       |     |

| France :         |    |                     |     |       |
|                  |    |                     |     |       |
| Gardien de but   | 1  | Hugo Lloris         |     |       |
|                  | 3  | Patrice Évra        | 43e |       |
|                  | 7  | Antoine Griezmann   |     | 90+2e |
|                  | 8  | Dimitri Payet       |     | 71e   |
|                  | 9  | Olivier Giroud      |     | 78e   |
|                  | 14 | Blaise Matuidi      |     |       |
|                  | 15 | Paul Pogba          |     |       |
|                  | 18 | Moussa Sissoko      |     |       |
|                  | 19 | Bacary Sagna        |     |       |
|                  | 21 | Laurent Koscielny   |     |       |
|                  | 22 | Samuel Umtiti       |     |       |
| Remplaçants :    |    |                     |     |       |
|                  | 5  | N'Golo Kanté        | 75e | 71e   |
|                  | 6  | Yohan Cabaye        |     | 90+2e |
|                  | 10 | André-Pierre Gignac |     | 78e   |
| Sélectionneur :  |    |                     |     |       |
| Didier Deschamps |    |                     |     |       |

| Assistants : Elenito Di Liberatore Mauro Tonolini Quatrième arbitre : Damir Skomina Arbitres assistants additionnels : Daniele Orsato Antonio Damato Homme du match : Antoine Griezmann |

Après la défaite le milieu de terrain Mesut Özil écrira un message sur internet dans lequel il félicite les hommes de Didier Deschamps pour leur victoire. Il remercie la France pour son accueil malgré les difficultés liées à la sécurité, il conclut par ces mots : « Adieu et merci la France ».
La fédération allemande remerciera également la France pour son accueil, le quotidien L’Équipe publiera une pleine page du message des Allemands, la photo des joueurs de la Nationalmannschaft avec des lettres en bleu, blanc, rouge signifiant « Merci la France pour votre hospitalité ».

## Statistiques

### Temps de jeu
| Joueur                 |    |    |    |    |     |    | TT  | But inscrit | Passe décisive | MJ | MT |
| ---------------------- | -- | -- | -- | -- | --- | -- | --- | ----------- | -------------- | -- | -- |
| Gardiens               |    |    |    |    |     |    |     |             |                |    |    |
| Manuel Neuer           | 90 | 90 | 90 | 90 | 120 | 90 | 570 | -           | -              | 6  | 6  |
| Bernd Leno             | -  | -  | -  | -  | -   | -  | -   | -           | -              | -  | -  |
| Marc-André ter Stegen  | -  | -  | -  | -  | -   | -  | -   | -           | -              | -  | -  |
| Dèfenseurs             |    |    |    |    |     |    |     |             |                |    |    |
| Shkodran Mustafi       | 90 | -  | -  | -  | -   | 39 | 129 | 1           | -              | 2  | 1  |
| Jonas Hector           | 90 | 90 | 90 | 90 | 120 | 90 | 570 | -           | -              | 6  | 6  |
| Benedikt Höwedes       | 90 | 90 | 14 | 18 | 120 | 90 | 332 | -           | -              | 6  | 4  |
| Mats Hummels           | -  | 90 | 90 | 90 | 120 | -  | 300 | -           | 1              | 4  | 4  |
| Emre Can               | -  | -  | -  | -  | -   | 67 | 67  | -           | -              | 1  | 1  |
| Jonathan Tah           | -  | -  | -  | -  | -   | -  | -   | -           | -              | -  | -  |
| Jérôme Boateng         | 90 | 90 | 76 | 72 | 120 | 61 | 529 | 1           | -              | 6  | 6  |
| Milieux                |    |    |    |    |     |    |     |             |                |    |    |
| Sami Khedira           | 90 | 90 | 69 | 76 | 16  | -  | 341 | -           | -              | 5  | 5  |
| Bastian Schweinsteiger | 0  | -  | 31 | 14 | 104 | 79 | 238 | 1           | -              | 5  | 1  |
| Mesut Özil             | 90 | 90 | 90 | 90 | 120 | 90 | 570 | 1           | 1              | 6  | 6  |
| André Schürrle         | 12 | 34 | 45 | -  | -   | -  | 91  | -           | -              | 3  | 0  |
| Lukas Podolski         | -  | -  | -  | 28 | -   | -  | 28  | -           | -              | 1  | 0  |
| Julian Draxler         | 78 | 71 | -  | 72 | 48  | 90 | 359 | 1           | 1              | 5  | 4  |
| Thomas Müller          | 90 | 90 | 90 | 90 | 120 | 90 | 570 | -           | 1              | 6  | 6  |
| Julian Weigl           | -  | -  | -  | -  | -   | -  | -   | -           | -              | -  | -  |
| Toni Kroos             | 90 | 90 | 90 | 90 | 120 | 90 | 570 | -           | 1              | 6  | 6  |
| Joshua Kimmich         | -  | -  | 90 | 90 | 120 | 90 | 390 | -           | -              | 4  | 4  |
| Attaquants             |    |    |    |    |     |    |     |             |                |    |    |
| Mario Götze            | 90 | 66 | 55 | -  | -   | 33 | 244 | -           | -              | 4  | 3  |
| Leroy Sané             | -  | -  | -  | -  | -   | 11 | 11  | -           | -              | 1  | 0  |
| Mario Gómez            | -  | 29 | 90 | 90 | 72  | -  | 281 | 2           | -              | 4  | 3  |